# Gan-Shin
Gan-Shin (岩神) est un label de musique indépendant européen, spécialisé dans la distribution sur le marché européen de groupes ou d'artistes de rock japonais plutôt assimilés visual kei. Il est créé à Munich en 2004, et est également actif en France et en Angleterre.

## Groupes distribués
- 12012
- abingdon boys school
- An Cafe
- Aural Vampire
- BALZAC
- bis
- Crossfaith
- D
- D'espairsRay
- DuelJewel
- GACKT
- GaGaalinG
- girugämesh
- HANGRY&ANGRY-F
- heidi.
- Lc5
- Karen
- kagerou
- L'Arc-en-Ciel
- LM.C
- Megamasso
- MERRY
- Mix Speaker's,Inc.
- Moi dix Mois
- MUCC
- NIGHTMARE
- Onmyo-za
- RENTRER EN SOI
- SID
- THE BACK HORN
- the studs
- VAMPS
- Vidoll
- XodiacK
- YMCK
- ZORO

Ex-groupes distribués
- Dir en grey (transféré en 2009 chez Okami Records, un label allemand affilié à Gan-Shin)

## Artistes solos distribués
- HYDE
- Dōmoto Tsuyoshi